# Lamprologus lemairii
Lamprologus lemairii är en fiskart som beskrevs av Boulenger, 1899. Lamprologus lemairii ingår i släktet Lamprologus och familjen Cichlidae. IUCN kategoriserar arten globalt som livskraftig. Inga underarter finns listade i Catalogue of Life.